# 御嶽 (兵庫県)
御嶽（みたけ）は、兵庫県丹波篠山市にある標高793mの山。丹波篠山市の最高峰、多紀連山の主峰である。三嶽とも表記する。兵庫50山の一つである。

## 概要
御嶽は小金ヶ嶽（726m）、西ヶ嶽（727m）の三山からなる多紀連山の最高峰である。石室のある東峰、三角点のある西峰からなる。山頂からは素晴らしい展望が望め、秋にはしばしば雲海がみられる。また、クリンソウの自生地を擁し、5月には花がいっせいに咲き乱れる。

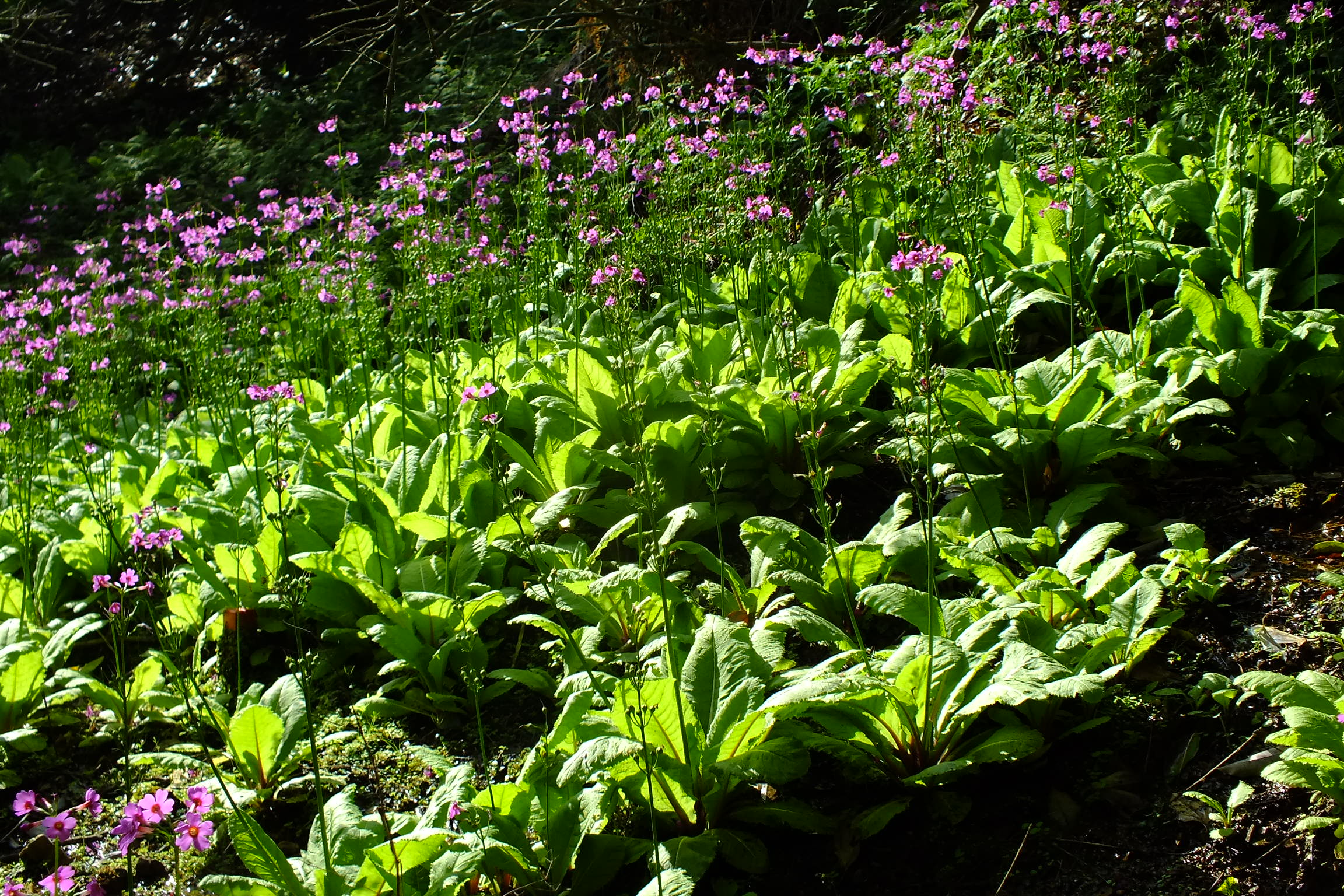
クリンソウ自生地

多紀連山は鎌倉時代から室町時代にかけては、丹波修験道場の中心地として栄え、御嶽はその中心であった。現在でも御嶽山頂から600m離れたところに当時の修験道の拠点であった大岳寺の跡や、東の峰には役行者を祀った石室が残されている。最盛期には大岳寺のほか、数ヶ所に堂が建ち、東の小金ヶ嶽の頂上には蔵王堂、その南側直下には福泉寺ほか数々の寺院群や里坊なども存在した。しかしながら、丹波修験道は1482年、大峰山に代表される大和修験道との争いに敗れて主峰御嶽の南側直下の大岳寺などは焼き払われた。毎年5月には山開きの行事が盛大に行われる。

## 登山
登山道は篠山口駅から神姫バスにて草山温泉方面行きのバスに乗り、栗柄口あるいは栗柄奥から登るルートと、大たわ峠から登る2ルートを中心として多くのルートがある。

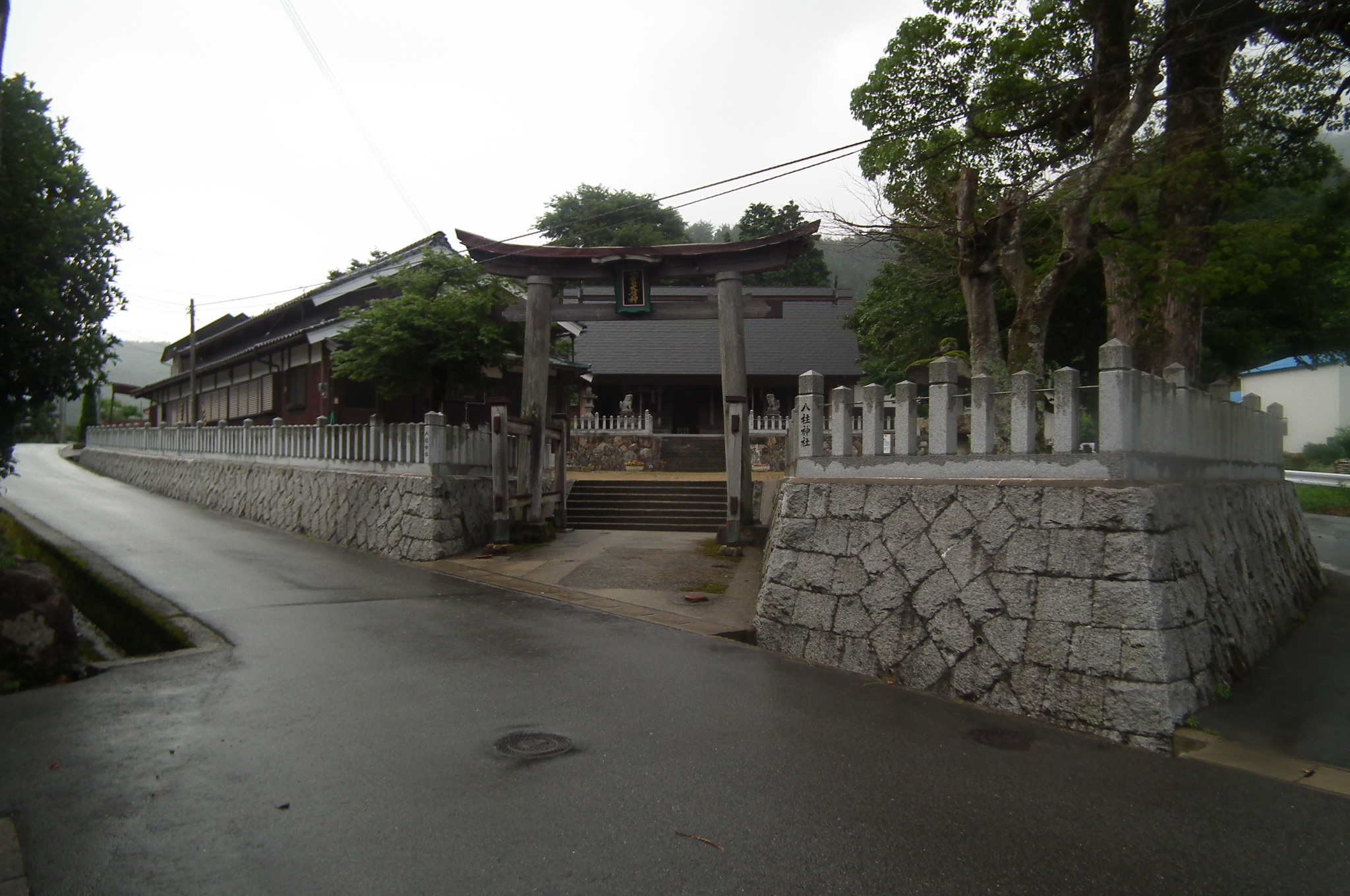
栗柄ルートの基点 八柱神社

- 栗柄ルート 御嶽北側の栗柄（330m）から西ヶ嶽～御嶽の中間の650mの前山をたどるルートが一般的。八柱神社横に案内板あり。登山道にある愛染窟は自然の岩穴で、修験道「胎蔵界」の行場の一つであり、女性杜氏の半生を描いたNHK連続テレビ小説「甘辛しゃん」（1997年放映）のロケ地にもなった。暗い内部には役の行者にも見える愛染明王が祀られ、隠微な雰囲気に満ちている。洞窟内の湧き水は諸病に効くといわれ、地元で崇められている。
- 大たわルート 大たわ峠駐車場（512m）から標高差280mを登る、手軽なコース。
- 藤岡ダムルート 御嶽南側の藤岡ダムから奥池、さらに西ヶ嶽を経由し御嶽に至るコース。山頂までの所要約2.5時間。
- 黒岡川ルート 藤岡ダムルート同様、御嶽南側の丹波篠山市丸山集落沿いの黒岡川を遡流し、西ヶ嶽との中間地点鞍部を経由するコース。

## ギャラリー

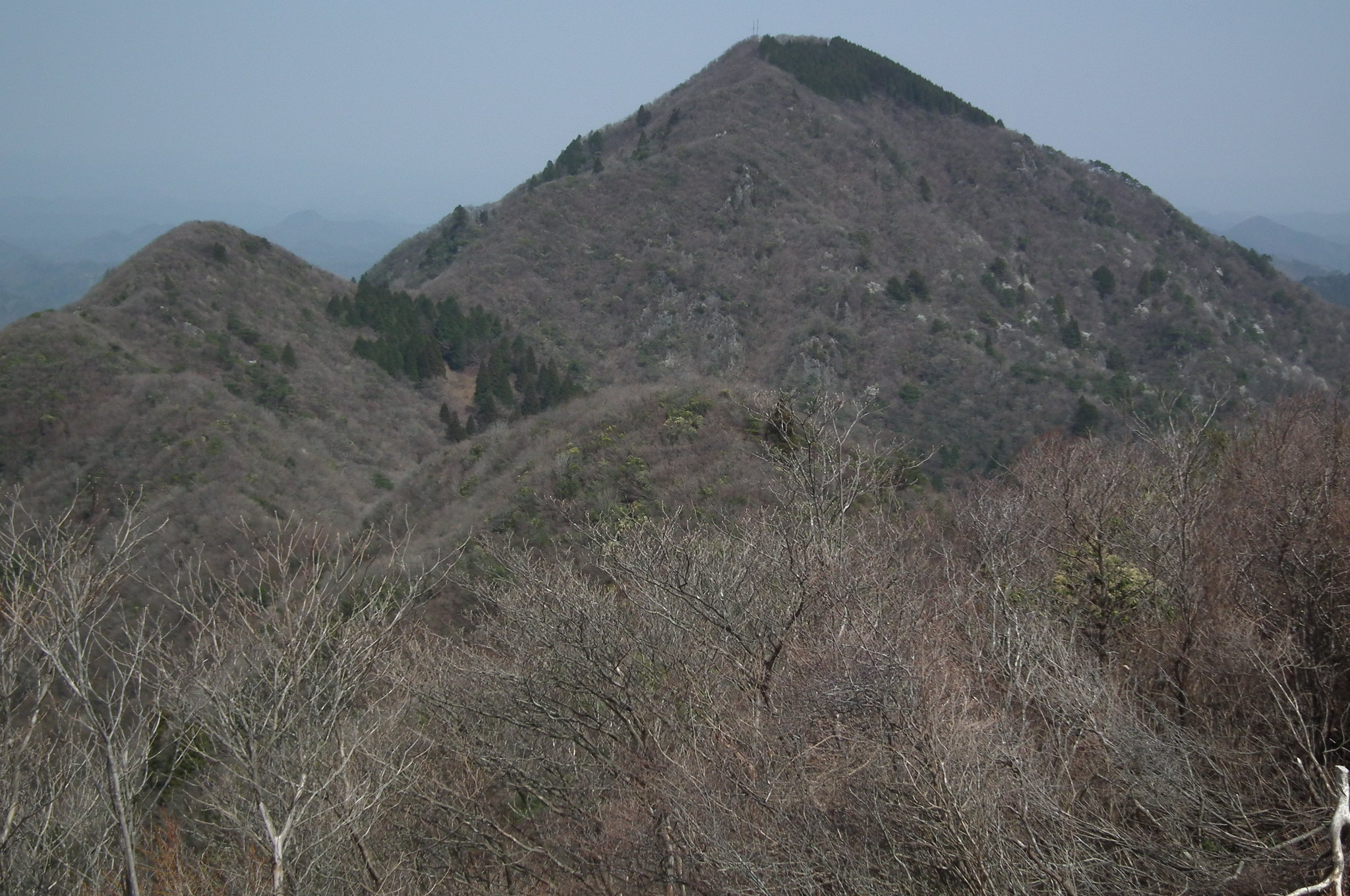
西ヶ嶽より望む御嶽
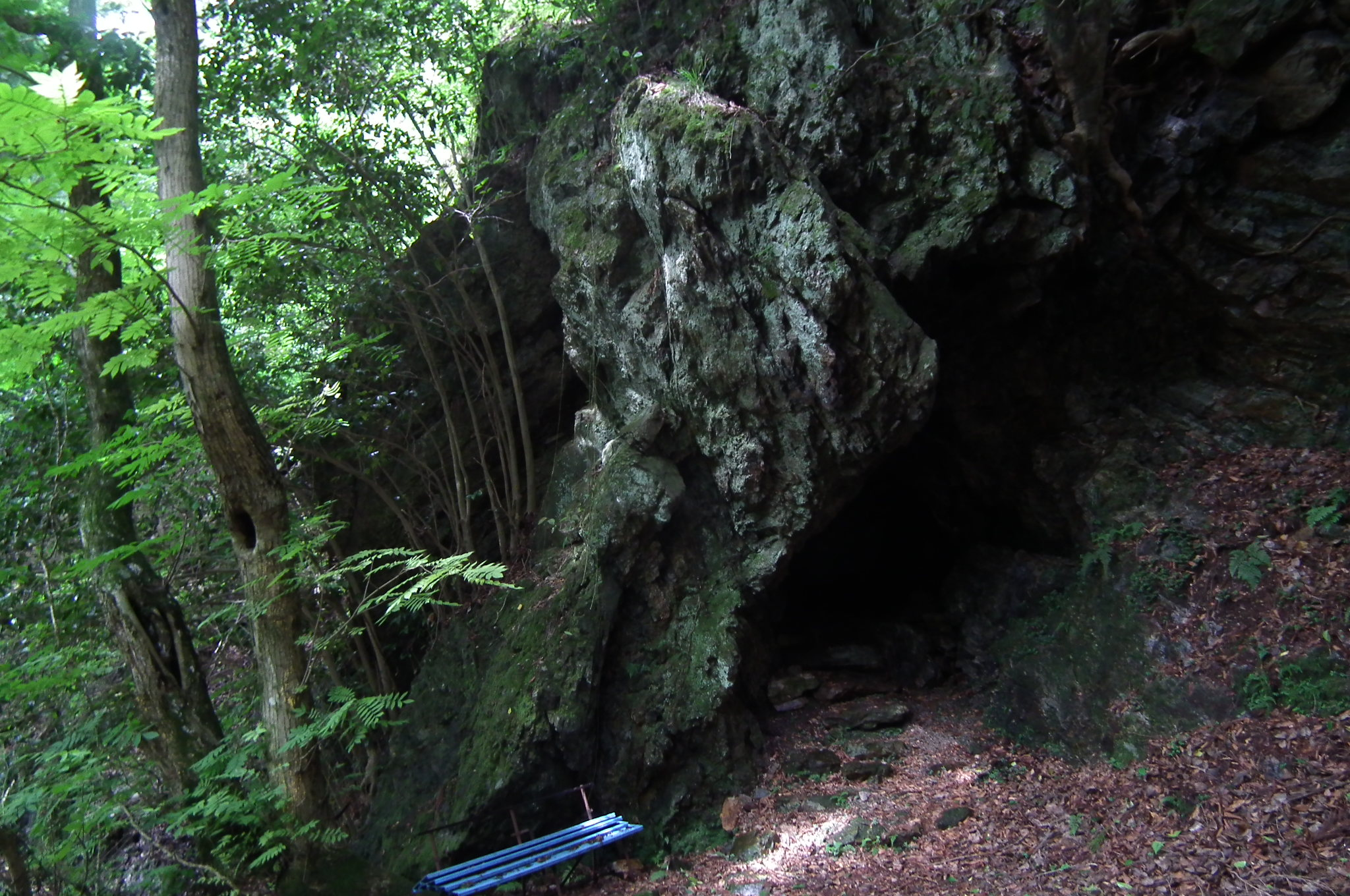
栗柄ルート登山道にある愛染窟
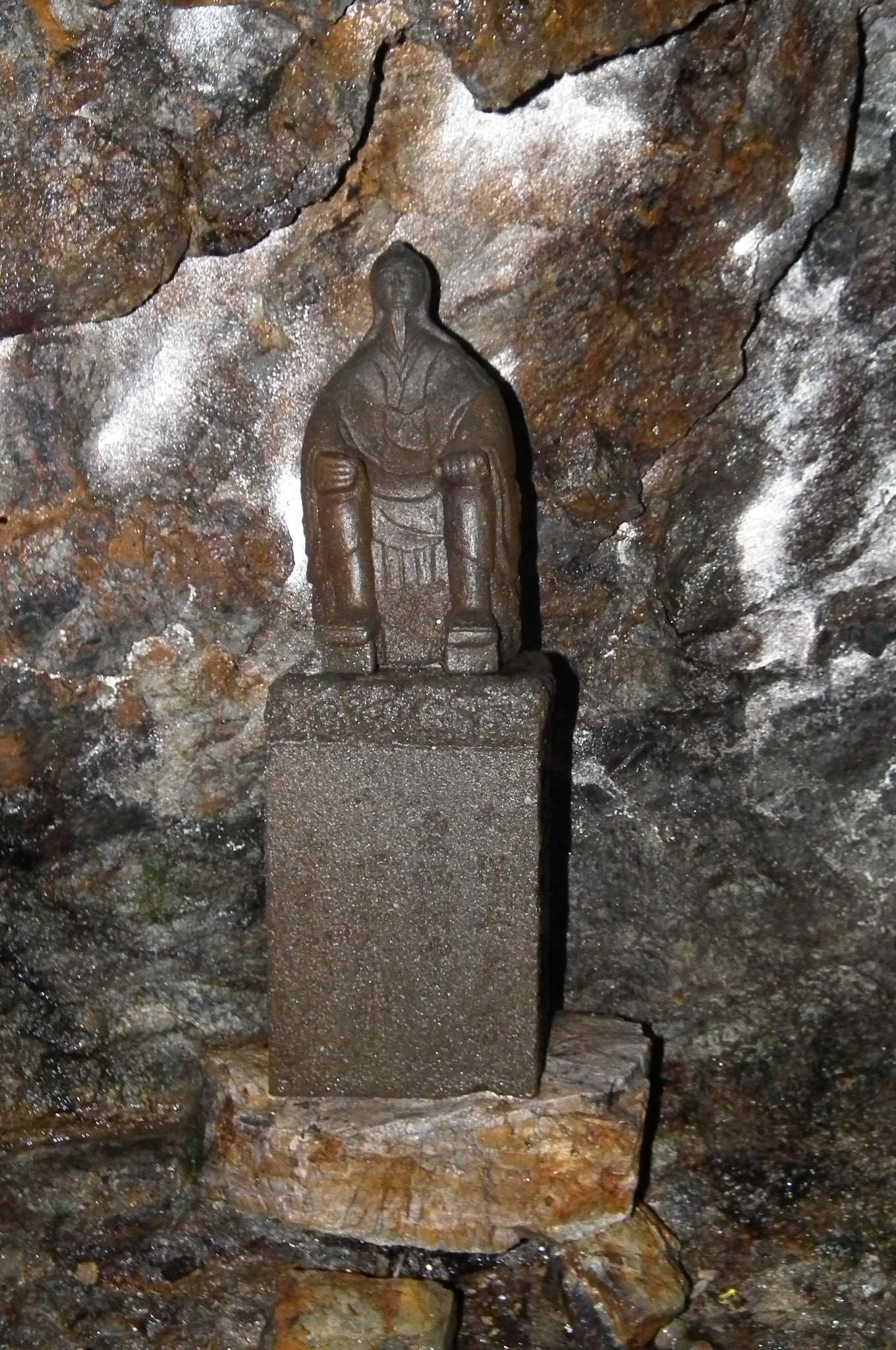
愛染窟内に祀られる役行者姿の愛染明王
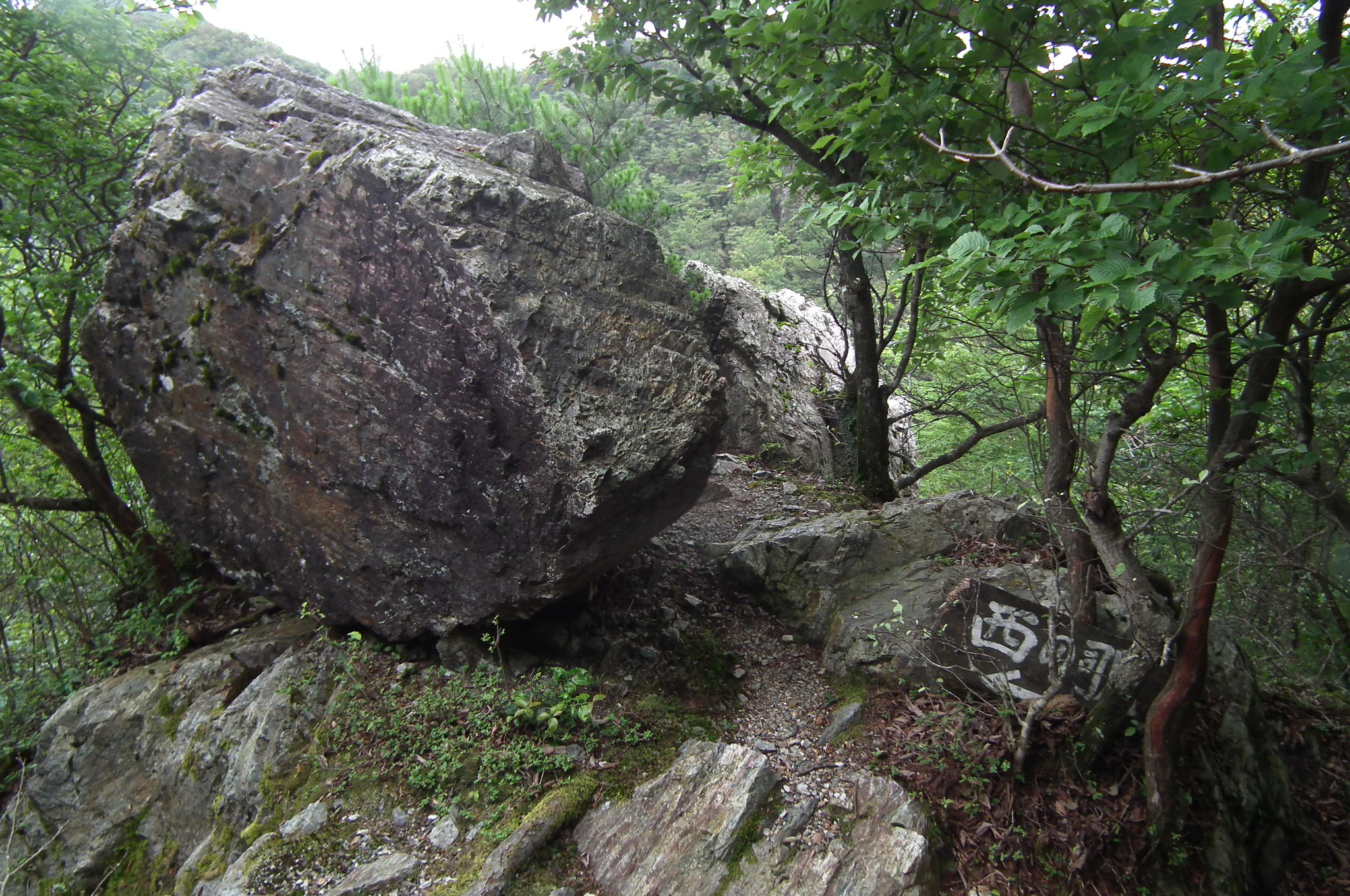
行場の名残を残す「西の覗き」
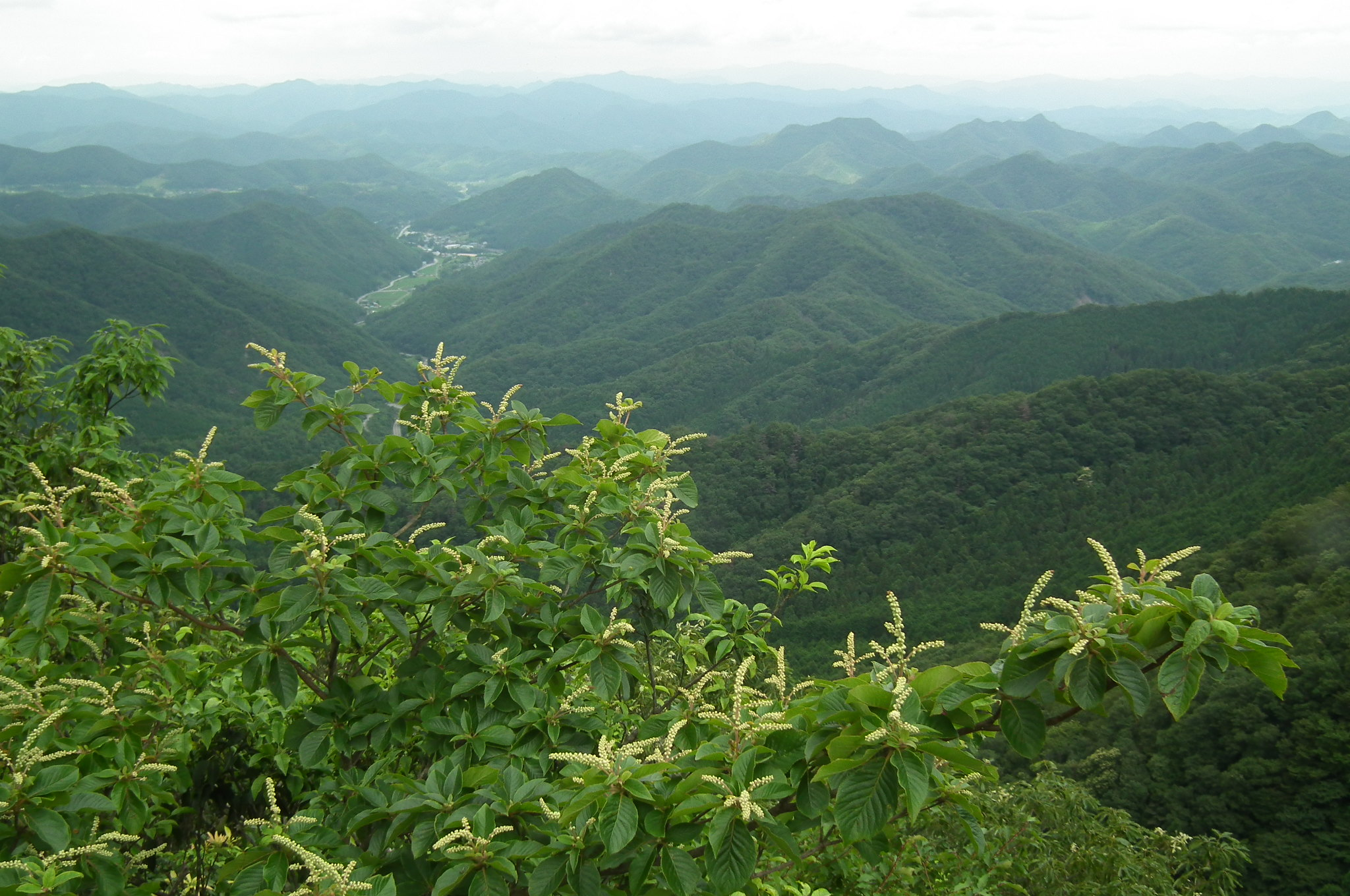
「西の覗き」からの眺望
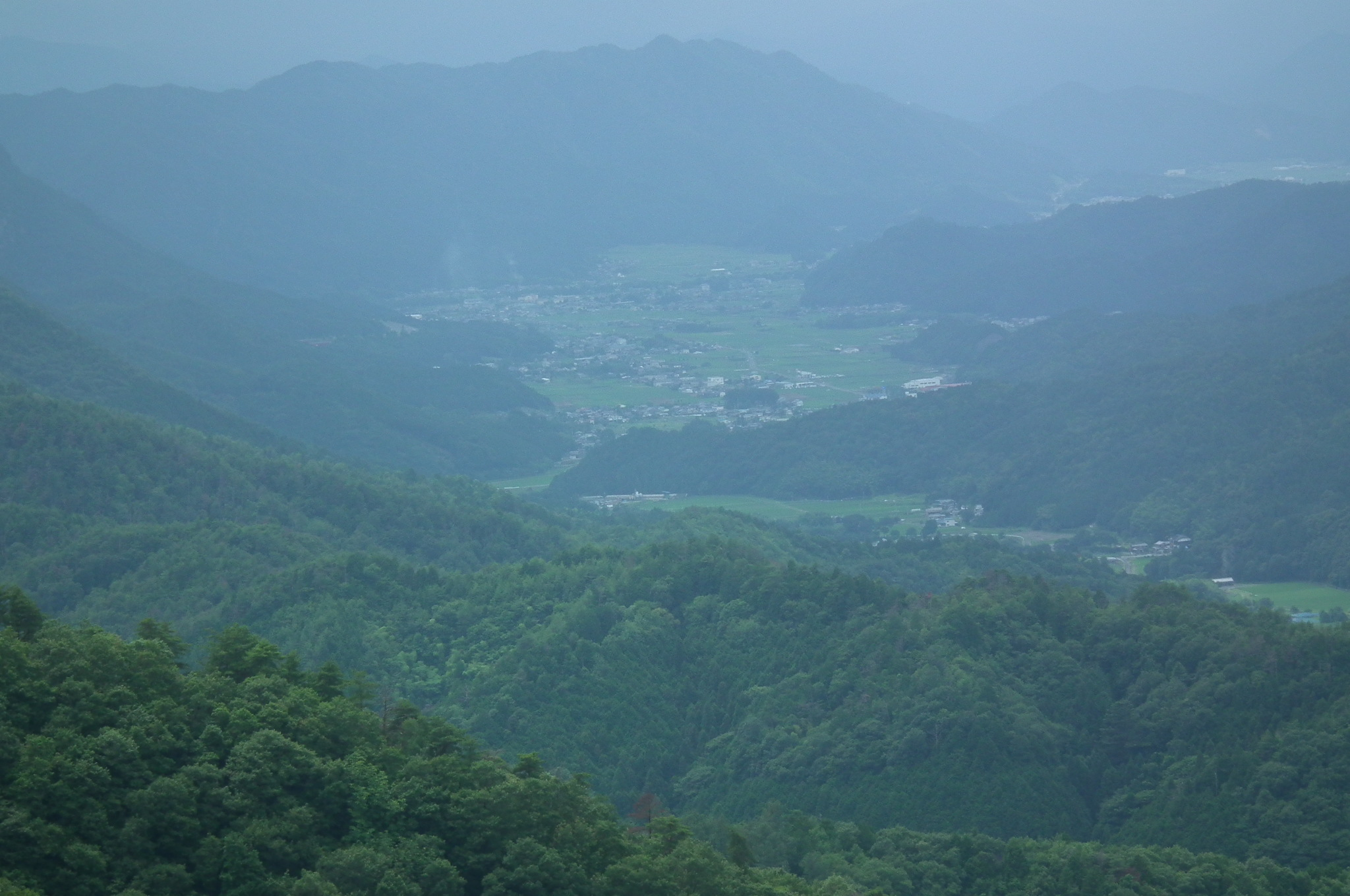
栗柄ルートから見る丹波篠山市街方面